# 新柴又駅
新柴又駅（しんしばまたえき）は、東京都葛飾区柴又五丁目にある、北総鉄道北総線の駅。駅番号はHS01。葛飾区最東端の駅である。
東京都内にある北総線の駅で唯一の自社管轄駅かつ自社管轄駅では最西端に位置する。

## 歴史
- 1991年（平成3年）3月31日 - 開業[1]。
- 2010年（平成22年）7月17日 - 駅番号 (HS01) が付与される。
- 2017年（平成29年）
  - 3月31日 - 発車メロディを導入[3]。
  - 8月26日 - 発車メロディを映画『男はつらいよ』のテーマ曲に変更[4]。

## 駅構造

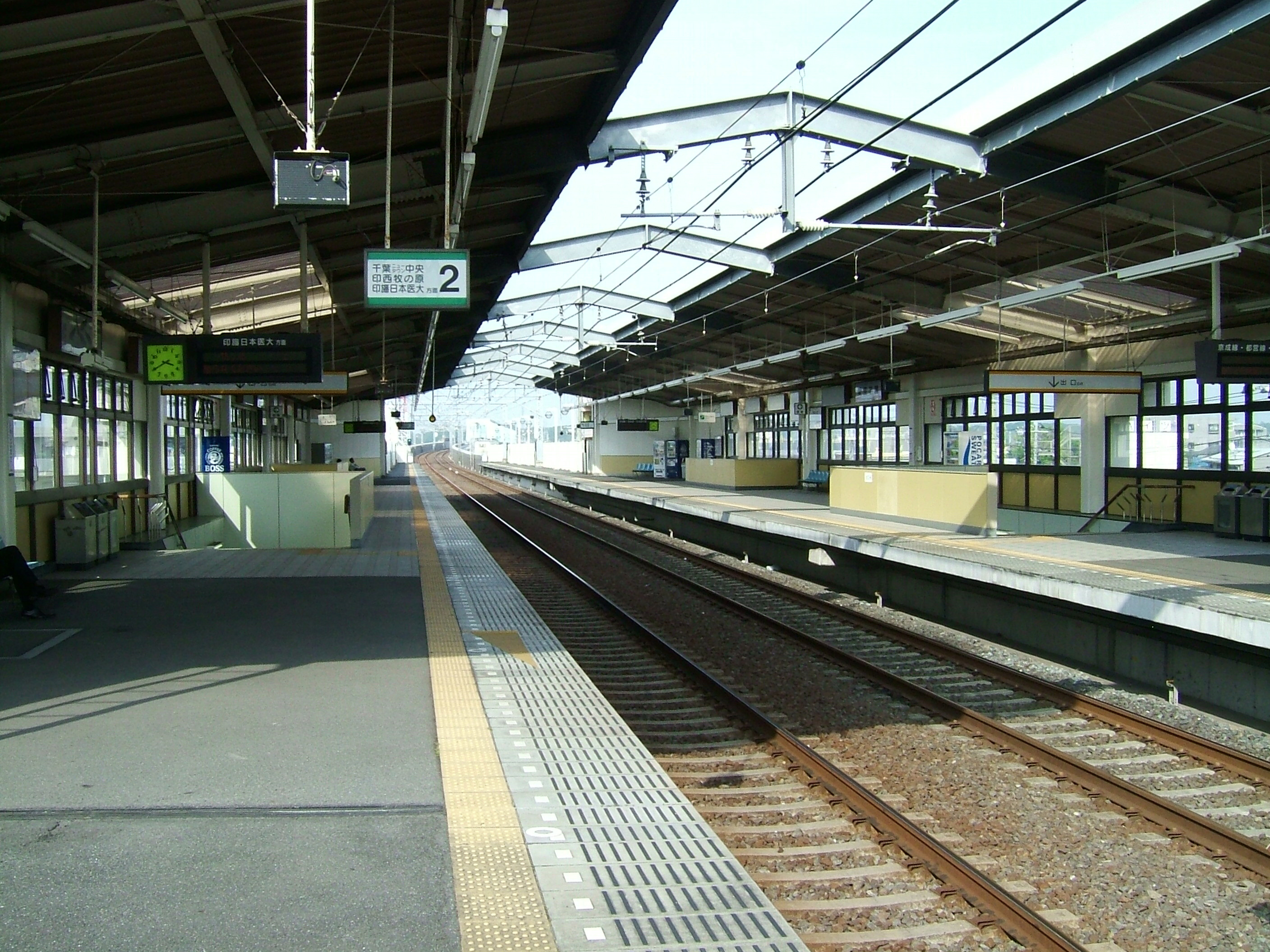
駅ホーム（2007年5月）

2階に改札口、3階に相対式ホーム2面2線を有する高架駅。2階には柴又街道を横断するペデストリアンデッキが併設されている。また、駅の1階にはスーパーなどのテナントが入居する。

### のりば
| 番線 | 路線   | 方向 | 行先                   |
| ---- | ------ | ---- | ---------------------- |
| 1    | 北総線 | 上り | 京成高砂・日本橋方面   |
| 2    | 北総線 | 下り | 新鎌ヶ谷・成田空港方面 |

## 利用状況
2023年度の1日平均乗降人員は5,069人（乗車人員：2,577人、降車人員：2,492人）である。
開業以来の1日平均乗車人員推移は下記の通りである。
| 年度               | 1日平均 乗車人員 | 1日平均 乗降人員 | 出典     |
| ------------------ | ---------------- | ---------------- | -------- |
| 1991年（平成03年） | 1,180            |                  | [ * 1 ]  |
| 1992年（平成04年） | 1,455            |                  | [ * 2 ]  |
| 1993年（平成05年） | 1,608            |                  | [ * 3 ]  |
| 1994年（平成06年） | 1,647            |                  | [ * 4 ]  |
| 1995年（平成07年） | 1,686            |                  | [ * 5 ]  |
| 1996年（平成08年） | 1,762            |                  | [ * 6 ]  |
| 1997年（平成09年） | 1,847            |                  | [ * 7 ]  |
| 1998年（平成10年） | 1,822            |                  | [ * 8 ]  |
| 1999年（平成11年） | 1,710            |                  | [ * 9 ]  |
| 2000年（平成12年） | 1,819            |                  | [ * 10 ] |
| 2001年（平成13年） | 1,660            |                  | [ * 11 ] |
| 2002年（平成14年） | 1,734            |                  | [ * 12 ] |
| 2003年（平成15年） | 1,760            |                  | [ * 13 ] |
| 2004年（平成16年） | 1,726            |                  | [ * 14 ] |
| 2005年（平成17年） | 1,740            |                  | [ * 15 ] |
| 2006年（平成18年） | 1,784            |                  | [ * 16 ] |
| 2007年（平成19年） | 1,866            |                  | [ * 17 ] |
| 2008年（平成20年） | 1,924            |                  | [ * 18 ] |
| 2009年（平成21年） | 1,858            |                  | [ * 19 ] |
| 2010年（平成22年） | 1,868            |                  | [ * 20 ] |
| 2011年（平成23年） | 1,836            |                  | [ * 21 ] |
| 2012年（平成24年） | 1,885            |                  | [ * 22 ] |
| 2013年（平成25年） | 1,951            |                  | [ * 23 ] |
| 2014年（平成26年） | 1,997            |                  | [ * 24 ] |
| 2015年（平成27年） | 2,075            |                  | [ * 25 ] |
| 2016年（平成28年） | 2,205            |                  | [ * 26 ] |
| 2017年（平成29年） | 2,311            |                  | [ * 27 ] |
| 2018年（平成30年） | 2,383            |                  | [ * 28 ] |
| 2019年（令和元年） | 2,465            | 4,862            | [ # 2 ]  |
| 2020年（令和02年） | 1,991            | 3,924            | [ # 3 ]  |
| 2021年（令和03年） | 2,071            | 4,075            | [ # 4 ]  |
| 2022年（令和04年） | 2,335            | 4,585            | [ # 5 ]  |
| 2023年（令和05年） | 2,577            | 5,069            | [ # 1 ]  |

## ロケーション撮影
- テレビCM
  - 『ジョージアティスティ』 - 飯島直子出演のCMで、北総7000形も登場している。また北総鉄道50周年史にも表記されている。（1996年）

## 駅周辺
江戸川の土手にも程近く、葛飾納涼花火大会などの催事では京成金町線柴又駅と並んで最寄り駅となる。
- 東京都道307号王子金町江戸川線（柴又街道）
- 葛飾柴又寅さん記念館・山田洋次ミュージアム[6]
- 葛飾鎌倉郵便局
- 鎌倉八幡神社
- リブレ京成 新柴又店

### バス路線
駅前広場に以下の路線が乗り入れており、京成バス、京成バス東京により運行されている。
- 小55：小岩駅行 / 金町駅行（京成バス）
- 新金01：新小岩駅行 / 金町駅行（京成バス・京成バス東京）※土曜・休日のみ運行

## 隣の駅
北総鉄道
 北総線
■特急
通過
■普通
京成高砂駅 (KS10) - 新柴又駅 (HS01) - 矢切駅 (HS02)
※ 成田スカイアクセス線との共用区間ではあるが、当駅には京成電鉄が運行する列車（アクセス特急およびスカイライナー）は停車しない。